# Floradalia minor
Floradalia minor là một loài ruồi trong họ Tachinidae.